# 東威廉森 (紐約州)
東威廉森（英語：East Williamson）是位於美國紐約州韋恩縣的非建制地區。

## 歷史
東威廉森的郵局自1873年營運至今。

## 地理
東威廉森所處的海拔為高於海平面139米（即456英呎），而該地所採用的時區為UTC-5，即北美东部时区（EST）。同時該地設有夏令時間，為UTC-5調快一小時，即UTC-4（EDT）。